# Observatori Félix Aguilar

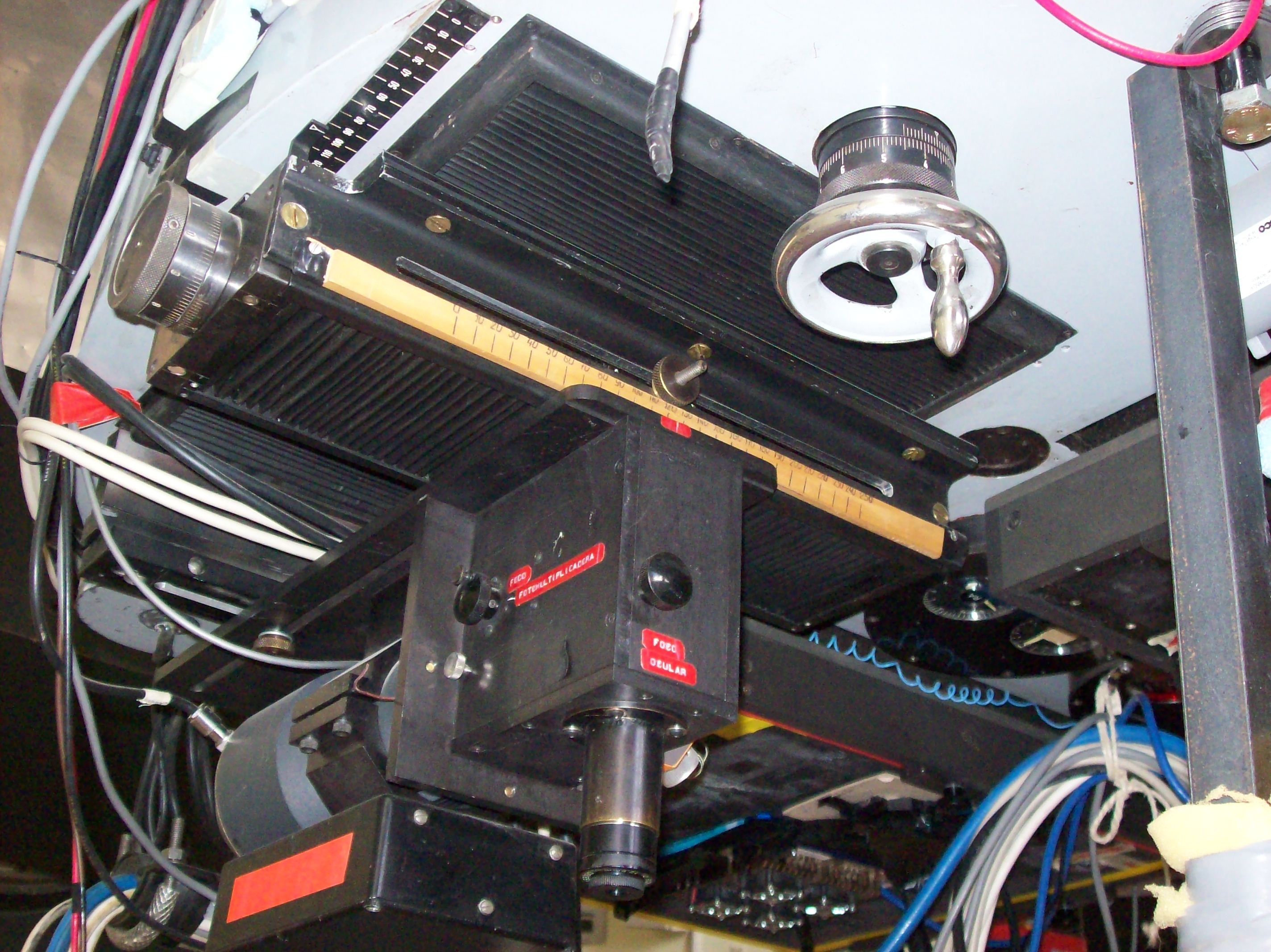
Detall de la part inferior del telescopi que inclou els controls de moviment i els sensors d'estat sòlid.

L'Observatori Félix Aguilar és un observatori astronòmic a la província de San Juan, Argentina.
L'observatori UAI codi 808, va ser conegut com a "Observatori El Leoncito" fins a 1990 (25º aniversari del començament de les observacions), quan es canvia a "Estació Astronòmica Carlos Ulrrico Cesco (EACUC), en honor de les seves moltes contribucions per fundar i operar l'observatori.
Es troba al Parc Nacional El Leoncito. També allí es troba el Complex Astronòmic El Leoncito (CASLEO), observatori IAU codi 829, de 1983 per un acord entre diverses universitats i el govern federal de l'Argentina, les operacions del qual van començar en 1987.
L'observatori porta el nom de Félix Aguilar (1884–1943), un astrònom i enginyer argentí, que va ser director de l'Observatori Astronòmic La Plata de 1919 a 1921, i de 1934 fins al seu decés.
El Centre de Planetes Menors ha acreditat diversos descobriments d'asteroides a aquest Observatori.

## Història
En 1947 comencen estudis en l'Observatori Lick, a Califòrnia, per investigar l'estructura de la Via Làctia nortenca, determinant posicions i moviments aparents d'estels. Va haver-hi una necessitat d'estendre aquests treballs a l'Hemisferi Sud. En 1960, la Universitat Yale obté fons per 750 k$ amb el propòsit de construir aquest observatori de la Ford Foundation. Del seguiment de llocs potencials, l'observatori es construeix en El Leoncito, Argentina, prop de Barreal a la província de San Juan, en els contraforts orientals dels Andes, a aproximadament 2400 msnm. El lloc va ser proveït sota una locación de llarg temps amb la Universitat Nacional de Cuyo el seu i l'observatori va ser operat en conjunt per la Universitat Nacional de Cuyo (Observatori Astronòmic "Félix Aguilar" (OAFA)) en San Juan i el Yale-Columbia Southern Observatory, Inc (YCSO). Es va construir a més una residència adjacent als peus del OAFA pel personal tècnic i el personal de YCSO.
El primer estudi de l'esfera celeste austral es fa entre els anys 1965 a 1974, amb finançament de la National Science Foundation (NSF). En aquest període, l'Observatori Naval US (USNO) relocalitzà un telescopi de cercle meridià en El Leoncito, per estendre el seu catàleg de posicions estel·lars a l'Hemisferi Sud. La USNO va mudar aquest telescopi a Washington en completar el seu projecte en 1974. Per al mateix temps, la Universitat de Colúmbia va operar juntament amb la corporació YCSO per convertir-se en Observatori Yale del Sud, Inc. el 23 de gener de 1975.
Dos anys abans, la Universitat Nacional de Cuyo s'havia dividit en diverses Unitats Acadèmiques Regionals. La de San Juan va passar a ser la Universitat Nacional de San Juan (UNSJ), assumint l'administració del OAFA, i ser part del YCSO i després del YSO. En 1990 l'Observatori El Leoncito es va canviar el nom "Observatori Dr. Carlos O. Cesco", pel XXVe. aniversari del començament de les observacions.
Entre 1974 a 1983, El Leoncito va ser operat per la OAFA, amb un acord entre la OAFA i YSO. En 1983 es fa un nou acord per deu anys, i novament per altres deu anys més en 1993. En 1987, Eastman Kodak va acabar la producció de plaques fotográfias usades en les seves recerques, amb sol un terç del treball fet; llavors en 1997 es va instal·lar un sistema detector CCD (circuit integrat) en el telescopi per reemplaçar l'antic sistema òptic de captura d'imatges per fotografies.
El telescopi principal de l'Observatori Cesco és un doble astrògraf consistent de dues lents cadascuna de (508 mm) de diàmetre, un dissenyat per a llum blava i l'altre per a groga. El focus de les lents s'aplica a plaques separades de 43 × 43 cm. Les plaques fotogràfiques es compraven a EUA, s'embarcaven per a Argentina, s'exposaven en el telescopi, es revelaven, i s'embarcaven cap als EUA. En New Haven, Connecticut, les plaques es mesuraven amb un sistema de precisió.